# Родерік Імпі Мерчісон
Родерік Імпі Мерчісон (Мурчісон; англ. Murchison) (19 лютого 1792 , Ross and Cromartyd, Гайленд  — 22 жовтня 1871 , Лондон ) — шотландський геолог та географ, дослідник Донецького басейну, баронет (1846). Виділив нові геологічні системи: девонський (разом з А. Седжвіком) і пермський періоди, досліджував Урал, Сибір і Донецький басейн, підтвердив його потужний вугільний потенціал.

## Біографічні дані
Вступив до військового училища в Марло й 15-річним хлопцем вже воював під знаменами А. Уелслі (майбутнього графа, потім — герцога Веллінгтона) в Іспанії. 1815 вийшов у відставку і певний час проводив дозвільне світське життя, проте, оженившись із Ш. Гюгонін, під її впливом почав наукові заняття, поєднуючи відвідини різних країн Європи зі слуханням лекцій із природничих наук у Королівському інституті й польовими дослідами. 1825 подає до Лондонського географічного товариства працю про геологічну будову Гемпшіра та Суррея, продовжуючи після цього вивчати вугільні поклади Сутерлендшіра, погаслі вулкани Оверні (Франція), виїздити до Баварських та Тірольських Альп тощо. У співавторстві з відомим геологом А. Седжвіком 1837 видає працю з геології Девоншіра, де подані наукові дані про палеозойські утворення цієї місцевості, пізніше — книгу про палеозойські відклади Північної Німеччини та Бельгії. Уже маючи європейську славу видатного вченого, 1840 разом з палеонтологом Е. Вернейлем уперше відвідав Північну Росію, а наступного року царський уряд знову запросив їх продовжити геологічні дослідження країни. В експедиції 1841—42 взяв участь знаний російський геолог граф О. Кейзерлінг, в її програму входило вивчення Уралу, Сибіру, Прибалтики та Донецького басейну.
За спогадами ще одного учасника експедиції майбутнього академіка Миколи Кокшарова, відвідавши Урал, експедиція вирушила до Катеринослава (Донецький басейн входив до складу Катеринославської губернії).

### Вивчення Донецького басейну
На вивчення Донецького басейну відводився тільки місяць, але Мерчісон та його супутники, спираючись на попередні дослідження Донбасу французьким вченим Ф. Ле-Пле, отримані карти, інші матеріали Гірничого відомства та постійну підтримку українських та російських інженерів і робітників, успішно впоралися зі своїм завданням.

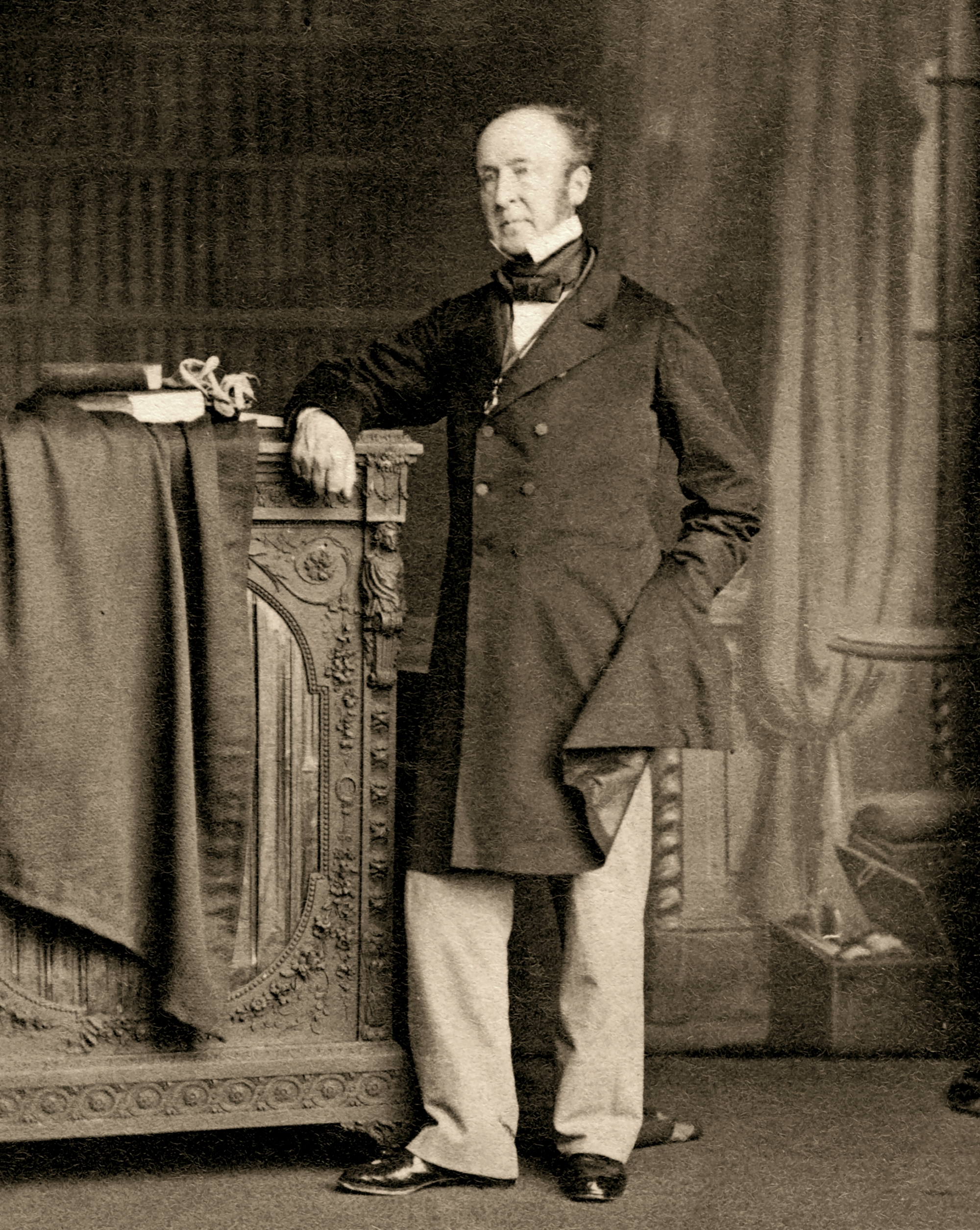
Родерік Імпі Мерчісон

На основі широкого кола спостережень учені експедиції 1841—42 надрукували працю, яку сучасники назвали класичною. 1-й том, авторство якого належить передусім Мерчісону і частково О. Кейзерлінгу, був присвячений геології Росії та Донбасу, вийшов у Лондоні в 1845, 2-й — з палеонтології, написаний Е. Вернейлем, вийшов у Парижі в тому ж році.
«Поява цього видання складає за загальним визначенням епоху в літописах геології». — писав російський геолог О. Озерський, що переклав 1-й том російською мовою.
Для вивчення і розробки вугільних покладів Донбасу праця Мерчісона та його колег мала велике значення, вона давала більш точне і чітке уявлення про найбагатший в Європі вугільний басейн. Подібно до Ф.Ле-Пле Мерчісон звернув увагу на мізерно малу розробку корисних копалин у Росії, передусім вугілля в Донбасі. Він відзначив, що вугілля все ще видобувають тільки там, де воно виходить назовні, до того ж шахти закидаються, коли в них накопичується багато води. Мерчісон писав, що коли б такими методами — без допомоги парових машин — велося добування вугілля на Британських островах, то країна була б одразу відкинута на такий рівень розвитку, на якому вона знаходилася в 15 ст. 
Експедиція Мерчісона безумовно сприяла тому, що царський уряд посилив увагу до розробки природних багатств Південної України, а Кримська війна 1853—56 і реформи 1860-х рр. підштовхнули підприємців до швидкого розвитку вугільної та залізодобувної промисловості Донбасу.
1842—43 Мерчісон побував у Німеччині, Польщі, Карпатах, Швеції та Норвегії. Користуючись в Англії заслуженою повагою, він не раз обирався президентом геологічного та географічного товариств у Лондоні. 
Під час Кримської війни 1853—56 виступав на захист Російської імперії.